# Куберова България
Куберова България е предполагаема ранносредновекова българска държава в централната част на Балканския полуостров съществувала за кратко.

## История
Основана е около 680 г. от прабългарския владетел Кубер в земите на днешната Северна Македония с център в Прилепското поле, наричано тогава Керамсийско поле. Населението на държавата по етнически състав е същото като в Аспаруховата Дунавска България – прабългари и славяни (тамошните драгувитски/драговитски племена), както и ромеизирано антично население (заварено и дошли заедно с хана избягали от аварски плен). През 680 г., хан Кубер, подкрепен от славяните, решава да овладее Солун и да го направи своя столица. Неговият доверен боил Мавър успява да стане военачалник в града. Ханът атакува Солун и окупира земите около него, но императорът изпраща флот, командван от Сисиний, и градът устоява, а прабългарите се отдръпват. Печатът на Мавър – „архонта и патриций на керамисиани и българи“ е свидетелство от онова време. Мавър е преместен като управител в Тракия и отново планира с Кубер действия за разширяване на държавната територия, но е предаден и властта му е отнета от византийците.
След похода на хан Пресиян в 836 г., когато българите завладяват и беломорския град Кавала, Куберовите български земи са напълно интегрирани в България. През 930 г. наследниците на Кубер се присъединяват към съзаклятието на Михаил, най-възрастният син на Симеон Велики, срещу брат му Петър, но Михаил умира и голяма част от тях се вижда принудена да напусне държавните граници и се мести при град Никопол, в днешната област Превеза в Южен Епир на Адриатическо море.
В държавните паметни надписи на Мадарския конник се чете, че чичовците на хан Тервел в долната земя (т.е Македония) са дошли и участват като важен съюзник на Тервел в преговорите на българите с Юстиниан II, за атакуване на Константинопол. Откритите при град Врап до Драч (Дуръс) и Ерсеке в днешна Албания две съкровища се свързват с Куберова България.